# إسماعيل بريفلياك
إسماعيل بريفلجاك (16 فبراير 1995 بكونييتش في البوسنة والهرسك - ) هو لاعب كرة قدم بوسني في مركز الهجوم. شارك مع منتخب البوسنة والهرسك تحت 21 سنة لكرة القدم ومنتخب البوسنة والهرسك لكرة القدم. أما مع النوادي، فقد لعب مع آر بي لايبزيغ ونادي ريد بل سالزبورغ ونادي ليفيرينج.

## مسيرته الكروية
لعب إسماعيل بريفلجاك خلال مسيرته الاحترافية مع 5 أندية في عشرة مواسم وسجل خلالها 56 هدفًا ضمن 118 مباراة. حيث فاز في ثلاثة مواسم بالكأس وفي ثلاثة مواسم بالدوري.
خاض إسماعيل بريفلجاك مسيرته مع نادي ريد بول سالزبورغ في موسم 2014–15 في المرة الأولى ولمدة موسمين ثم في موسم 2018–19 ولمدة موسمين، مشاركًا طوالها في 35 مباراة سجل خلالها 12 هدفًا. ثم انتقل إلى نادي ليفيرينج في موسم 2016–17 لمدة موسم واحد، حيث شارك في 45 مباراة سجل خلالها 24 هدفًا. لينتقل بعدها إلى نادي ماترسبرغ في موسم 2017–18 لمدة موسم واحد، مشاركًا في 32 مباراة سجل خلالها 16 هدفًا. ثم انتقل إلى نادي يوبين في موسم 2019–20 لمدة موسم واحد، مشاركًا في 5 مباريات سجل خلالها 4 أهداف.

## وصلات خارجية
- إسماعيل بريفلجاك على موقع الاتحاد الدولي (مؤرشف)  (الإنجليزية)
- إسماعيل بريفلجاك على موقع الاتحاد الأوربي (الإنجليزية)
- إسماعيل بريفلجاك على موقع قاعدة بيانات كرة القدم.إي يو (الإنجليزية)
- إسماعيل بريفلجاك على موقع بيانات كرة القدم. دي إي (الألمانية)
- إسماعيل بريفلجاك على موقع ناشيونال فوتبول تيمز (الإنجليزية)
- إسماعيل بريفلجاك على موقع Soccerway.com (الإنجليزية)
- إسماعيل بريفلجاك على موقع عالم كرة القدم.نت (الإنجليزية)
- إسماعيل بريفلجاك على موقع AS.com (الإسبانية)